# Сенец (район)
Район Сенец (словац. Okres Senec) — район Словакии. Находится в Братиславском крае.

## Статистические данные
| Год:        | 1994   | 2004    | 2014     | 2024     |
| ----------- | ------ | ------- | -------- | -------- |
| Broj ljudi: | 50 299 | 54 747  | 75 001   | 106 951  |
| Разница:    |        | +8,84 % | +36,99 % | +42,59 % |

### 2001
Национальный состав:
- Словаки — 76,8 %
- Венгры — 20,4 %
- Чехи — 0,8 %

Конфессиональный состав:
- Католики — 74,4 %
- Лютеране — 6,2 %
- Реформаты — 1,2 %

### 2019
По данным на 2019 год, в районе преобладает словацкое большинством — 76 226 (83,21 %) жителей. Крупнейшим национальным меньшинством являются венгры — 9 368 человек (10,23%). Так же присутствует чехи — 739 человек (0,81%).
Район Сенец включает в себя 28 деревень и 1 город. Из них в пяти муниципалитетах преобладает венгерское большинство: Болдог (57,71%), Груби-Шур (60,45%), Костолна-при-Дунайи (52,17%), Турень (58,49%), Влки (69,25%). В других муниципалитетах проживают преимущественно словаки.